# Save the date

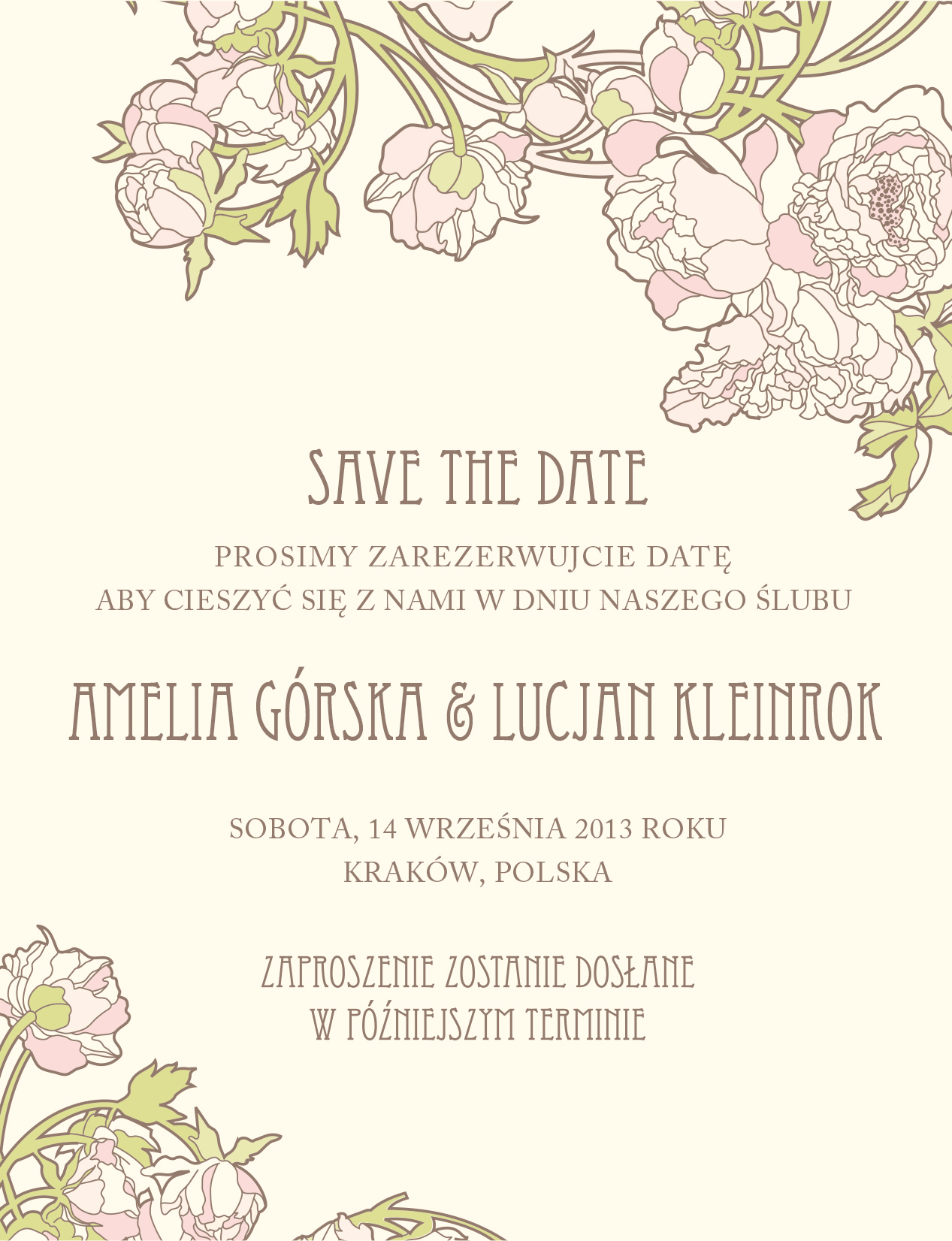
Przykładowa karta Save the date

Save the date – powiadomienie o planowanym ślubie, przyjęciu czy imprezie. Zwyczajowo jest ono wysyłane przed dostarczeniem formalnych zaproszeń, nawet na rok przed planowanym terminem wydarzenia. 
Najczęściej ma formę karty, zbliżonej wyglądem do tradycyjnego zaproszenia, lecz mniej formalnej. Może to być również magnes na lodówkę lub inny podobny drobiazg. Jego funkcją jest w niezobowiązujący sposób poinformować wszystkich o dacie np. ślubu – tak, aby uwzględnili i zarezerwowali ją w swoich planach na nadchodzący rok (np. planach urlopowych czy delegacji służbowych).